# Mycalesis coronensis
Mycalesis coronensis är en fjärilsart som beskrevs av Matsumura 1909. Mycalesis coronensis ingår i släktet Mycalesis och familjen praktfjärilar. Inga underarter finns listade i Catalogue of Life.